# Catocala salmonea
Catocala salmonea är en fjärilsart som beskrevs av Edward Alfred Cockayne 1946. Catocala salmonea ingår i släktet Catocala och familjen nattflyn. Inga underarter finns listade i Catalogue of Life.